# اوهریتسه (ناحیه بلانسکو)
اوهریتسه (به چکی: Uhřice) یک منطقهٔ مسکونی در جمهوری چک است که در ناحیه بلانسکو واقع شده‌است. اوهریتسه ۶٫۵۷ کیلومتر مربع مساحت و ۳۰۲ نفر جمعیت دارد و ۴۰۶ متر بالاتر از سطح دریا واقع شده‌است.